# مجموعه تپه‌های زیارت شاه اسماعیل
مجموعه تپه‌های زیارت شاه اسماعیل مربوط به سدهٔ ۷ و ۸ ه‍.ق است و در شهرستان زابل، بخش میانکنگی، روستای علی خان زمان واقع شده و این اثر در تاریخ ۱۰ دی ۱۳۸۱ با شمارهٔ ثبت ۶۷۴۹ به‌عنوان یکی از آثار ملی ایران به ثبت رسیده است.